# Британик
Вижте пояснителната страница за други личности с името Британик.
Тиберий Клавдий Цезар Британик (на латински: Tiberius Claudius Caesar Britannicus; * 12 февруари 41; † 11 февруари 55) е син и официален наследник на римския император Клавдий и неговата трета съпруга Месалина, отровен от сина на четвъртата (Агрипина), Нерон.
На Британик е посветена едноименната пиеса на Жан Расин.